# Susana Chávez
Susana Chávez Castillo (Ciudad Juárez, 5 de noviembre de 1974 – c. 6 de enero de 2011) fue una poeta, psicóloga y defensora de los Derechos Humanos mexicana. Se le atribuye la autoría de la frase «Ni una menos», y «Ni una muerta más», que ha sido enarbolada por las organizaciones civiles de toda Latinoamérica para la lucha contra el femicidio. Fue encontrada asesinada y mutilada en la colonia Cuauhtémoc el 6 de enero de 2011, aunque la identificación de sus restos no ocurrió hasta el 11 de enero de ese mismo año.

## Biografía
Susana Chávez inició su incursión en la poesía a los once años. Participó en varios festivales literarios en Ciudad Juárez y otros foros culturales en México. De acuerdo con el perfil de su blog personal, Primera Tormenta, había ingresado a la licenciatura en Psicología en la Universidad Autónoma de Ciudad Juárez (UACJ) y se encontraba trabajando en un libro de poemas.
Chávez participaba en el movimiento de defensa de los derechos humanos de Ciudad Juárez, y se la considera autora de la frase  que originalmente era «Ni una menos, ni una muerta más» (luego «Ni una menos»), en la lucha por el esclarecimiento de los feminicidios en Ciudad Juárez, cuyo número rebasa los tres mil casos, de los cuales la mayoría sigue sin resolverse. La participación de Chávez en las manifestaciones civiles incluía la lectura de su obra, la realización de cortos documentales y otras actividades.

## Asesinato
El día que fue asesinada, Chávez se dirigía a visitar a unas amigas, pero no llegó a su destino, de acuerdo con la declaración de su madre. La mañana del 6 de enero de 2011 fue encontrado su cuerpo con la cabeza cubierta por una bolsa negra y la mano cercenada. Como no portaba identificación, sus restos fueron trasladados al Servicio Médico Forense (Semefo) de la Fiscalía General del Estado de Chihuahua. El lunes 10 de enero, los familiares de Chávez acudieron al Semefo para identificar el cuerpo, pero hasta el día siguiente no se había difundido su identidad aunque se anunció que había tres detenidos por su probable participación en el asesinato.
El fiscal general del estado de Chihuahua, Carlos Manuel Salas, ha dicho que el asesinato de Chávez no tiene relación con su papel como activista. De acuerdo con él, Chávez se había encontrado con un grupo de jóvenes con el que "se fue a divertir", pero como estaban drogados y alcoholizados, perdieron el control y la asesinaron. Salas dijo que los responsables fueron detenidos en flagrancia.
Organizaciones defensoras de los Derechos Humanos denunciaron entonces que se quería culpar a la víctima de su asesinato. Norma Ledezma, coordinadora de la organización Justicia para nuestras hijas, dijo que la muerte de Susana Chávez es parte del clima de impunidad que se vive en Ciudad Juárez. En la misma línea, la fundadora de la organización Nuestras Hijas de Regreso a Casa, Marisela Ortiz denunció que la cultura de intolerancia e impunidad propician que cualquier persona pueda cometer un crimen. Amnistía Internacional demandó una actuación ágil y transparente.
Gustavo de la Rosa, Visitador de la Comisión Estatal de Derechos Humanos (CEDH) de Chihuahua mostró su preocupación ante los hechos acontecidos, subrayando que la mayoría de la gente en Juárez piensa que no hay delincuencia y solo existe crimen organizado. Sin embargo él sostiene, junto a otras personas, que se está viviendo una etapa de anarquía criminal en la que el lumpen se ha adueñado de los espacios. Precisamente, los tres menores detenidos pertenecen a grupos sociales marginados con los que Susana estaba acostumbrada a tratar por sus labores humanitarias.
Tras la detención de los jóvenes, se supo que pertenecían a la peligrosa y extremadamente violenta pandilla de Los Aztecas  y admitieron el consumo de drogas y alcohol. Según su confesión, empezaron una fuerte discusión cuando dijeron que eran miembros de Los Aztecas y Susana les amenazó con denunciarlos a la policía, y finalmente la asesinaron. Los adolescentes la asfixiaron con una bolsa de basura y le amputaron una mano con un serrucho, para luego arrojar su cadáver a la calle. Su objetivo era confundir a las autoridades y aparentar un homicidio de la delincuencia organizada.
En el año 2013 los tres asesinos de Susana Chávez Castillo fueron condenados a la pena máxima de 15 años de cárcel por un Tribunal Especializado en Justicia para Menores Infractores.  Los asesinos sentenciados eran menores de edad, estuvieron cinco años en prisión y en agosto de 2016 fueron liberados por la entrada en vigor de la nueva Ley de Adolescentes Infractores, que redujo sus condenas. Uno de los asesinos es Sergio Cárdenas de la O, alias “El Balatas”.